# Споднє Шкофіє
Споднє Шкофіє (словен. Spodnje Škofije) — поселення в общині Копер, Регіон Обално-крашка, Словенія. Висота над рівнем моря: 76,2 м.